# Anita Wachter
Anita Wachter (n. 12 februarie 1967, Bartholomäberg, Vorarlberg, Austria) este o schioare alpină ce a reprezentat Austria, medaliată olimpică. A participat la 2 ediții ale Jocurilor Olimpice (1988, 1992) în care a câștigat o medalie de aur și două medalii de argint.